# Sergio Gómez
Pour les articles homonymes, voir Gómez.
Sergio Gómez Martín, né le 4 septembre 2000 à Badalone (province de Barcelone, Espagne), est un footballeur international espagnol jouant au poste de défenseur latéral à la Real Sociedad.

## Biographie

### Formation en Espagne
Sergio Gómez commence à jouer au CF Trajana, un club de quartier de San Adrián del Besós (banlieue de Barcelone). Il joue ensuite trois saisons avec le RCD Espanyol, puis rejoint les cadets du FC Barcelone en 2010.

### Carrière professionnelle

#### Borussia Dortmund
Le 29 janvier 2018, il signe au club allemand du Borussia Dortmund qui verse au FC Barcelone le montant de trois millions d'euros de la clause de départ.

##### Prêt à Huesca
Gómez est prêté une saison à la SD Huesca le 12 août 2019. Il fait ses débuts en Segunda División en entrant en jeu durant un succès 0-1 contre l'UD Las Palmas. Gómez marque son premier but professionnel le 23 novembre lors d'une victoire 2-0 face au SD Ponferradina. Le 20 juillet 2020, il délivre une passe décisive historique à Cristo lors d'un succès 0-1 contre le Sporting de Gijón qui offre le premier titre de l'histoire de Huesca. Les Aragonais sont sacrés champion de Segunda, devançant d'un point Cádiz qui était leader au début de la dernière journée.

#### RSC Anderlecht
Le 30 juin 2021, Gómez signe un contrat de quatre ans au club belge du Sporting d'Anderlecht, club le plus titré de la Jupiler Pro League.

#### Manchester City
Le 12 août 2022, Pep Guardiola, entraîneur du club anglais du Manchester City FC, annonce l'arrivée de Gómez lors d'une conférence de presse. Le transfert est officialisé le 16 août – estimé par la presse à quinze millions d'euros –, le joueur s'engageant pour quatre ans et recevant le numéro 21.

#### Real Sociedad
Le 12 juillet 2024, il s'engage à la Real Sociedad contre 9 millions d'euros. Il a signé un contrat jusqu'en juin 2030.

### En équipe nationale

#### Avec les équipes jeunes
Le 28 octobre 2017, Sergio Gómez fait partie de l'équipe d'Espagne des moins de 17 ans qui s'incline devant l'Angleterre en finale de la Coupe du monde disputée en Inde. Gómez marque quatre buts et est élu Ballon d'argent (deuxième meilleur joueur du tournoi).
Gómez est le numéro dix de l'équipe d'Espagne des moins de 19 ans durant l'Euro 2019. Les Espagnols s'imposent en finale sur le score de 2 à 0 aux dépens du Portugal, tenant du titre.
Gómez est convoqué avec l'équipe d'Espagne espoirs en novembre 2019. Entré en jeu en fin de rencontre face à la Macédoine du Nord pour ses débuts le 14 novembre, il délivre une passe décisive à Adrià Pedrosa pour un succès 0-3.

### Style de jeu
Sergio Gómez peut jouer comme milieu de terrain mais aussi comme ailier gauche. Il s'agit d'un joueur rapide et très technique qui rappelle Andrés Iniesta.

## Statistiques
| Saison                | Club                  | Championnat           | Championnat | Championnat | Championnat | Coupe nationale | Coupe nationale | Coupe nationale | Coupe de la Ligue | Coupe de la Ligue | Coupe de la Ligue | Compétition(s) continentale(s) | Compétition(s) continentale(s) | Compétition(s) continentale(s) | Compétition(s) continentale(s) | Coupe du monde des clubs | Coupe du monde des clubs | Coupe du monde des clubs | Total | Total | Total |
| Saison                | Club                  | Division              | M.          | B.          | P.d.        | M.              | B.              | P.d.            | M.                | B.                | P.d.              | Comp.                          | M.                             | B.                             | P.d.                           | M.                       | B.                       | P.d.                     | M.    | B.    | P.d.  |
| 2017-2018             | FC Barcelone B        | Liga 2                | 2           | 0           | 0           | -               | -               | -               | -                 | -                 | -                 | -                              | -                              | -                              | -                              | -                        | -                        | -                        | 2     | 0     | 0     |
| 2017-2018             | Borussia Dortmund     | Bundesliga            | 2           | 0           | 0           | -               | -               | -               | -                 | -                 | -                 | C1+C3                          | -                              | -                              | -                              | -                        | -                        | -                        | 2     | 0     | 0     |
| 2018-2019             | Borussia Dortmund     | Bundesliga            | -           | -           | -           | -               | -               | -               | -                 | -                 | -                 | C1                             | 1                              | 0                              | 0                              | -                        | -                        | -                        | 1     | 0     | 0     |
| Sous-total            | Sous-total            | Sous-total            | 2           | 0           | 0           | -               | -               | -               | -                 | -                 | -                 | -                              | 1                              | 0                              | 0                              | -                        | -                        | -                        | 3     | 0     | 0     |
| 2019-2020             | SD Huesca (prêt)      | Liga 2                | 36          | 1           | 3           | 1               | 0               | 0               | -                 | -                 | -                 | -                              | -                              | -                              | -                              | -                        | -                        | -                        | 37    | 1     | 3     |
| 2020-2021             | SD Huesca (prêt)      | Liga                  | 29          | 0           | 1           | 2               | 0               | 0               | -                 | -                 | -                 | -                              | -                              | -                              | -                              | -                        | -                        | -                        | 31    | 0     | 1     |
| Sous-total            | Sous-total            | Sous-total            | 65          | 1           | 4           | 3               | 0               | 0               | -                 | -                 | -                 | -                              | -                              | -                              | -                              | -                        | -                        | --                       | 68    | 1     | 4     |
| 2021-2022             | RSC Anderlecht        | Jupiler Pro League    | 39          | 6           | 11          | 6               | 0               | 1               | -                 | -                 | -                 | C4                             | 4                              | 0                              | 0                              | -                        | -                        | -                        | 49    | 6     | 12    |
| 2022-2023             | RSC Anderlecht        | Jupiler Pro League    | 1           | 0           | 0           | -               | -               | -               | -                 | -                 | -                 | C4                             | -                              | -                              | -                              | -                        | -                        | -                        | 1     | 0     | 0     |
| Sous-total            | Sous-total            | Sous-total            | 40          | 6           | 11          | 6               | 0               | 1               | -                 | -                 | -                 | -                              | 4                              | 0                              | 0                              | -                        | -                        | -                        | 50    | 6     | 12    |
| 2022-2023             | Manchester City       | Premier League        | 12          | 0           | 1           | 6               | 0               | 0               | 2                 | 0                 | 0                 | C1                             | 5                              | 0                              | 0                              | -                        | -                        | -                        | 25    | 0     | 1     |
| 2023-2024             | Manchester City       | Premier League        | 6           | 0           | 1           | 3               | 0               | 0               | 1                 | 0                 | 0                 | C1                             | 5                              | 0                              | 0                              | 1                        | 0                        | 0                        | 16    | 0     | 1     |
| Sous-total            | Sous-total            | Sous-total            | 18          | 0           | 2           | 9               | 0               | 0               | 3                 | 0                 | 0                 | -                              | 10                             | 0                              | 0                              | 1                        | 0                        | 0                        | 41    | 0     | 2     |
| 2024-2025             | Real Sociedad         | Liga                  | 37          | 2           | 5           | 6               | 2               | 2               | -                 | -                 | -                 | C3                             | 6                              | 1                              | 0                              | -                        | -                        | -                        | 49    | 5     | 7     |
| Total sur la carrière | Total sur la carrière | Total sur la carrière | 164         | 9           | 22          | 24              | 2               | 3               | 3                 | 0                 | 0                 | -                              | 21                             | 1                              | 0                              | 1                        | 0                        | 0                        | 213   | 12    | 25    |

### En sélections nationales
| Saison                | Sélection             | Phases finales        | Phases finales | Phases finales | Phases finales | Éliminatoires | Éliminatoires | Éliminatoires | Ligue des Nations | Ligue des Nations | Ligue des Nations | Matchs amicaux | Matchs amicaux | Matchs amicaux | Total | Total | Total |
| Saison                | Sélection             | Compétition           | M              | B              | Pd             | M             | B             | Pd            | M                 | B                 | Pd                | M              | B              | Pd             | M     | B     | Pd    |
| --------------------- | --------------------- | --------------------- | -------------- | -------------- | -------------- | ------------- | ------------- | ------------- | ----------------- | ----------------- | ----------------- | -------------- | -------------- | -------------- | ----- | ----- | ----- |
| 2024-2025             | Espagne               | -                     | -              | -              | -              | -             | -             | -             | 1                 | 0                 | 0                 | -              | -              | -              | 1     | 0     | 0     |
| Total sur la carrière | Total sur la carrière | Total sur la carrière | -              | -              | -              | -             | -             | -             | 1                 | 0                 | 0                 | -              | -              | -              | 1     | 0     | 0     |

## Palmarès

### En club
| SD Huesca (1)              | Manchester City (5) | Espagne U19 (1)               |
| -------------------------- | --- | ----------------------------- |
| - Liga 2 - Champion : 2020 | - Premier League (2) - Champion : 2023 et 2024 - Ligue des champions (1) - Vainqueur : 2023 - Supercoupe de l'UEFA (1) - Vainqueur : 2023 - Coupe du monde des clubs de la FIFA (1) - Vainqueur : 2023. - Community Shield - Finaliste : 2023 | - Euro U19 - Vainqueur : 2019 |